# اندور او اس
اندور او اس یک توزیع لینوکس مبتنی بر آرچ لینوکس است. این جانشین انترگوس است که در سال ۲۰۱۹ متوقف شد. مانند انترگوس، دارای یک نصب کننده گرافیکی با قابلیت نصب Xfce (پیش فرض، آفلاین) Budgie ،سینامون، دیپین، گنوم، i3، کی دی ئی پلاسما، LXQt و ماته است.

## توسعه
وقتی انترگوس پایان پروژه را در ۲۱ مه ۲۰۱۹ اعلام کرد، برایان پاولمتواجو، ناظر انترگوس، ایده حفظ جامعه را در یک انجمن جدید مطرح کرد. این ایده در داخل جامعه بسیار مورد حمایت قرار گرفت و در عرض یک روز یوهانس کامپراد، فرناندو امیچوک فروزی و مانوئل به برایان پیوستند.
فرناندو امیچوک فروزی قبلاً یک مشتق انترگوس به نام پورترگوس با یک نصب کننده آفلاین ارائه داده بود که یک محیط رومیزی را بر اساس Xfce ارائه می‌داد.
برنامه اولیه استفاده از نصب کننده انترگوس بود که ۹ محیط دسکتاپ و نصب اصلی را برای انتخاب ارائه می‌داد، اما به دلیل مشکلات فنی، تیم تصمیم گرفت توزیع را فقط با نصب کننده آفلاین بر اساس پورترگوس آغاز کند و برنامه‌ریزی شد تا با یک net-installer که بعداً در حال توسعه یافت تصب شود.
در عرض یک هفته، تیم طرح را به جامعه ارائه کرد و توسعه توزیع، وب سایت و انجمن را آغاز کرد.
هنگامی که تیم توسعه نتوانست با استفاده از نصب کننده انترگوس سیستم عامل را نصب کند، باید به دنبال جایگزینی بود که رابط کاربری گرافیکی مشابهی را ارائه می‌داد و در نهایت از نصب کننده کالارماس استفاده شد، زیرا از نصب کننده شبکه نیز پشتیبانی می‌کرد. این تیم طرحی را برای ایجاد توزیعی ارائه داد که با کوچک نگه داشتن مخزن به راحتی قابل نگهداری بود. این طرح شامل Pamac، یک بسته GUI محبوب برای Pacman مدیر بسته آرچ لینوکس بود.

## اولین انتشار
در ۱۵ جولای ۲۰۱۹، اندر او اس اولین ISO خود را منتشر کرد. تیم انتظار نداشت که بسیاری از جامعه انترگوس از آنها پیروی کنند، اما پاسخ و تعداد اعضای جامعه که به آن پیوستند فراتر از انتظارات آنها بود. جامعه نه تنها اولین نسخه را بسیار پسندید، بلکه چندین وبلاگ نویس و بلاگر نیز حتی در اولین روزهای پس از انتشار، نظرات بسیار مثبتی را به آن دادند.

## Net-install
بلافاصله پس از راه اندازی توزیع، تیم اندور او اس شروع به توسعه یک نصب کننده شبکه یا net-install برای نصب مستقیم با محیط‌های مختلف رومیزی از طریق اینترنت کرد.
تاریخ انتشار نصب کننده اینترنتی ابتدا در ۱۵ نوامبر ۲۰۱۹ انتظار می‌رفت اما سرانجام تا ۲۲ دسامبر همان سال به تعویق افتاد. این نصب کننده این امکان را می‌دهد که کاربران از بین انواع محیط‌های رومیزی و درایورها را در طول نصب انتخاب کنند. فایل ISO شامل نصب آفلاین با تم پیش فرض Xfce4 با نام تجاری اندور او اس و گزینه ای برای انتخاب Net-install هنگام راه اندازی نصب کننده Calamares است.

## مجله دیسکاوری
در ۱۱ سپتامبر ۲۰۱۹، اندور او اس اعلام کرد که مجلهٔ آنلاینی را منتشر خواهد کرد تا به کاربران خود اطلاعات اولیه در مورد دستورات Arch و اطلاعاتی از بسته‌های جدید خود را ارائه دهد. این مجله در نوامبر ۲۰۱۹ راه اندازی شد.